# Oreopsittacus
Oreopsittacus is een geslacht van vogels uit de familie Psittaculidae (papegaaien van de Oude Wereld). De enige soort:
- Oreopsittacus arfaki  – Berglori